# Ctenotus rufescens
Espèce
Synonymes
- Ctenotus colletti rufescens Storr, 1979

Ctenotus rufescens est une espèce de sauriens de la famille des Scincidae.

## Répartition
Cette espèce est endémique du golfe d'Exmouth en Australie-Occidentale en Australie.

## Publication originale
- Storr, 1979 : Five new lizards from Western Australia. Records of the Western Australian Museum, vol. 8, no 1, p. 134-142 (texte intégral).